# Apples
Apples (toponimo francese) è un comune svizzero di 1 413 abitanti del Canton Vaud, nel distretto di Morges.

## Monumenti e luoghi d'interesse

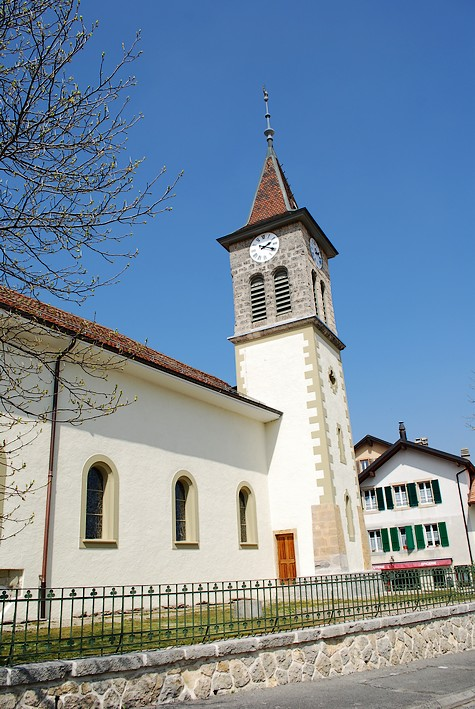
La chiesa di San Pietro

- Chiesa riformata di San Pietro, attestata dal 1011[1].

## Società

### Evoluzione demografica
L'evoluzione demografica è riportata nella seguente tabella:
Abitanti censiti

## Economia
Ad Apples fu fondata ed ha la sua sede principale la Logitech, industria produttrice di periferiche per computer.

## Infrastrutture e trasporti

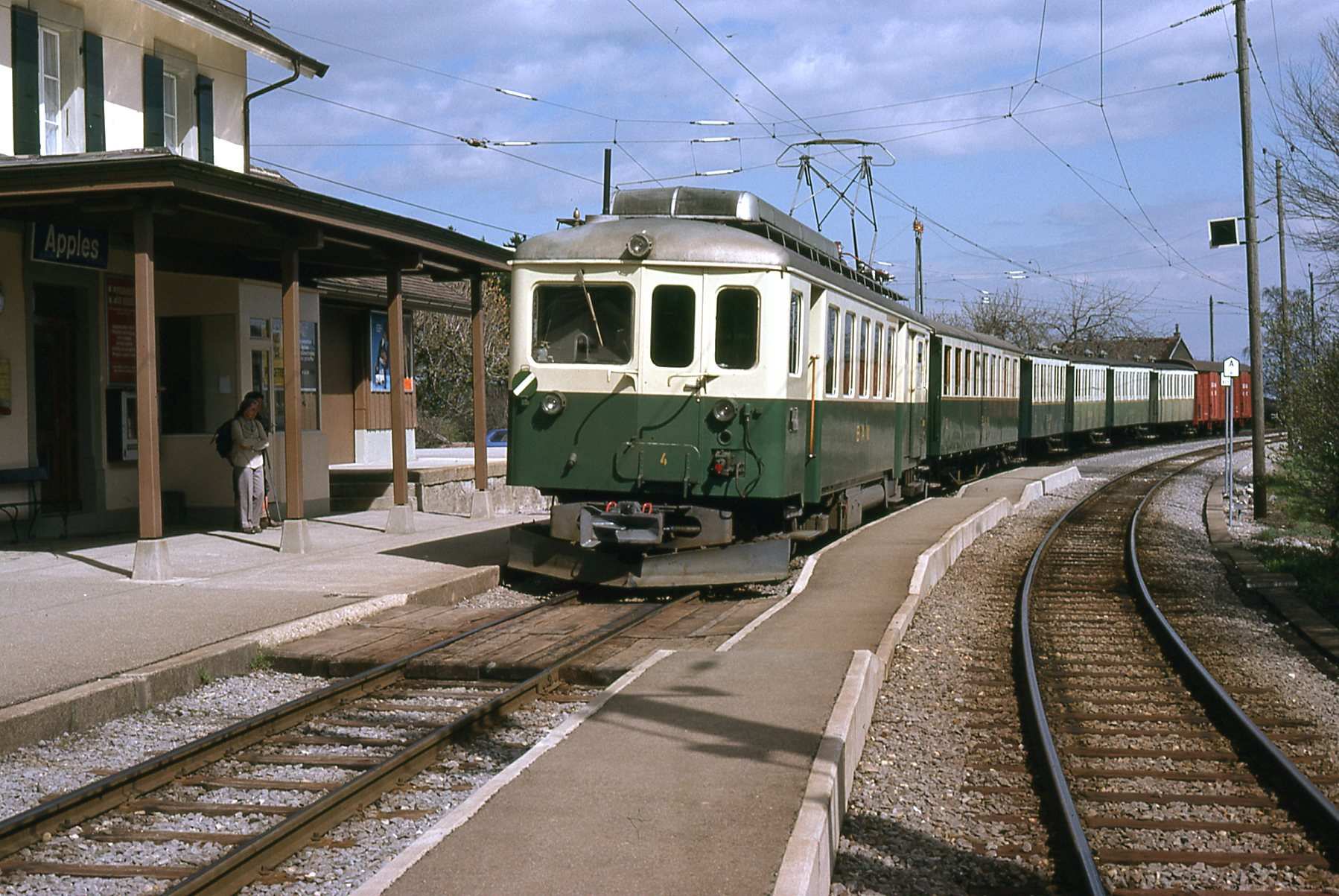
La stazione di Apples

Apples è servito dall'omonima stazione sulla ferrovia Bière-Apples-Morges.

## Amministrazione
Ogni famiglia originaria del luogo fa parte del cosiddetto comune patriziale e ha la responsabilità della manutenzione di ogni bene ricadente all'interno dei confini del comune.